# Чудо-пляж
«Чудо-пляж» (англ. Miracle Beach) — американская фэнтези-комедия Скотта Снайдера 1992 года.

## Сюжет
Скотти Маккей в один неудачный день теряет работу, жильё и свою девушку. К нему проявляет сочувствие пляжный бездомный Гас. От него Скотти получает тёплое одеяло и некую старинную бутылку. Впоследствии бутылка оказывается волшебной. Из неё появляется джинн по имени Джинни, которая объявляет Скотти, что тот теперь её хозяин, и она исполнит бесконечное количество его желаний. Скотти рассказывает о джинне своим друзьям Супу и Ларсу. Вместе они заказывают себе пляжный клуб и множество красивых девушек со всего света, участниц международного конкурса красоты. Есть только один нюанс. Джинни не властна над «сердечными делами», то есть не может кого-либо заставить полюбить. Для Скотти это оказывается главной проблемой, так как недавно он познакомился с Даной, девушкой своей мечты, и хотел бы, что бы она его полюбила. Он решает покорить её сердце самостоятельно, а Джинни помогает ему советами.
Постепенно Дана начинает проявлять интерес к Скотти, но Джинни замечает, что этот интерес скорее корыстный. Джинни использует свою магию, чтобы не дать отношениям Скотти и Даны развиваться слишком быстро. За это Джинни отчитывает джинное начальство, так как джинны не имеют права действовать самовольно, а могут лишь исполнять волю своего хозяина. В конце концов, Скотти сам начинает понимать, что Дана не та девушка, которая ему нужна. В то же время девушка, которую он действительно любит, и так постоянно была с ним, это Джинни. Скотти признаётся своему джинну в любви. От этих слов Джинни теряет свои волшебные силы и становится обычной девушкой. Все вещи, полученные ранее магическим способом, так же исчезают.

## В ролях
- Дин Кэмерон — Скотти Маккей
- Эми Доленц — Джинни Питерсон
- Фелисити Ватерман — Дана
- Пэт Морита — Гас
- Брайан Перри — Суп
- Алексис Аркетт — Ларс
- Аллен Гарфилд — Магнус О’Лири
- Мартин Малл — Дональд Бёрбанк
- Винсент Скьявелли — хозяин мистической лавки
- Брэд Грюнберг (в титрах: Джонни Коктейлс) — Мак
- Дин Кейн — игрок в волейбол
- Сесиль Кревой — мама Скотти
- Фрэнсис Бухсбаум — бабушка Скотти
- Гэри Грант — играет себя
- Элисон Армитидж — девушка в постели
- Сидни Лэссик — Зубная Фея

## Рецензии
По мнению критиков, фильм скучный и несмешной. Он имеет рейтинг R, который получил из-за большого количества топлес-сцен, хотя в остальном ничего экстремального в фильме нет, даже грубой лексики (Рейтинг R у версии вышедшей на носителях, в версии для кинотеатров рейтинг был PG). Собственно сам сюжет занимает около 15 минут экранного времени, в остальном же фильм состоит из бесполезных сцен. Это первый художественный фильм снятый Скоттом Снайдером, который до этого снимал видеоролики для журнала Playboy. Тем не менее, хотя фильм и выглядит, как низкобюджетный, в нём задействовано много известных актёров. Например, Алексис Аркетт, который позже изменит свой пол, здесь ещё играет похотливого парня.